# Veliki Trn
Veliki Trn je naselje v Občini Krško.